# Lijst van rechterlijke uitspraken (Europese Unie)
Deze lijst bevat een kleine selectie met verwijzingen naar voor de Nederlandse en Europese rechtspleging belangrijke rechterlijke uitspraken (jurisprudentie) van het Hof van Justitie van de Europese Unie. Aktuele uitspraken en een register zijn te vinden op de website van het Hof. Met ingang van 2022 wordt jaarlijks een selectie van belangrijke arresten gepubliceerd.

## Autonome rechtsorde&supranationale werkingvan de EU
- EHJ 26/62 Van Gend en Loos – Europese Unie heeft eigen rechtsorde. Deze staat boven nationale rechtsorde. Hoogste orgaan.
- EHJ 6/64 Costa/ENEL – Voorrang van het gemeenschapsrecht boven het nationale recht van een lidstaat.
- EHJ 11/70 Internationale Handelsgesellschaft[2] – Voorrang van gemeenschapsrecht geldt ook bij conflict met grondwet van een lidstaat.
- EHJ 106/77 Simmenthal II – Voorrang van het gemeenschapsrecht, is ook inroepbaar voor een lagere rechter.
- EHJ 43/75 Defrenne/Sabena II – Rechtstreekse horizontale werking. Gelijke beloning van mannen en vrouwen.

### Verticale werkingrichtlijn
(Een richtlijn die niet tijdig in het nationale recht is geïmplementeerd, kan inhoudelijk door de burger wel tegen die staat worden tegengeworpen.)
- EHJ 41/74 Van Duyn/Home Office (1974) –
- EHJ 148/78 Ratti[3] – Voorschrift voor etikettering van oplosmiddelen (benzeen, tolueen en xyleen).

(Maar niet andersom.)
- EHJ 80/86 Kolpinghuis (1987) – Tegenover een particulier kan de Nederlandse Staat zich niet beroepen op een niet-geïmplementeerde richtlijn.

### Horizontale werkingrichtlijn
(Tot op heden is echter niet aanvaard dat een niet-geïmplementeerde richtlijn ook ingeroepen kan worden tegen een andere particulier.)
- EHJ C-271/91 Marshall II – Ontslag in verband met pensioengerechtigde leeftijd. Geen uitsluitsel over directe horizontale werking van de richtlijn.
- EHJ C-91/92 Faccini Dori – Colportage van een taalcursus, annulering werd niet geaccepteerd.

(uitzondering)
- EHJ C-144/04 Mangold[4] – Arbeidsovereenkomst en leeftijdsdiscriminatie.
- EHJ C-555/07 Swedex – Opzegtermijn en leeftijdsdiscriminatie.

## Rechtspraak door het Hof
- EHJ 25/62 Plaumann[5] (1963) – Importeur van clementines. Uitleg van het begrip 'individuele geraaktheid'.
- EHJ 314-/81 Waterkeyn – Betekenis van een arrest van het Hof.

### Prejudiciële vragen
- EHJ 244/80 Foglia/Novello (1981) – Het Hof verklaart zichzelf onbevoegd. Proefproces.
- EHJ C-28/95 Leur-Bloem (1997) – Aandelenfusie. Richtlijn is vrijwel onveranderd in nationale wetgeving geïmplementeerd. Dan is het Hof bevoegd.
- EHJ C-453/00 Kühne & Heitz (2004) – Arrest van het Hof in een andere zaak.
- EHJ C-167/01 Kamer van Koophandel/Inspire Art – Omvang van de prejudiciële vraag.

#### Verwijzingsplicht
- EHJ 28/62 Da Costa en Schaake(1963) – Voorloper van CILFIT. Uitzondering op verwijzingsplicht.
- EHJ 25-67 Milchkontor (1968)[6]
- EHJ 66/80 International Chemical Corporation[7] (1981) – De in artikel 177 aan het Hof toegekende bevoegdheden hebben hoofdzakelijk ten doel, een uniforme toepassing van het gemeenschapsrecht door de nationale rechterlijke instanties te verzekeren.
- EHJ 283/81 CILFIT (1982) – Wanneer een prejudiciële vraag? Uitzondering op verwijzingsplicht.
- EHJ 314/85 Foto-Frost (1987) – Verplichting een prejudiciële vraag te stellen. Nationale rechterlijke instanties zijn niet bevoegd zelf de ongeldigheid van handelingen van de Gemeenschapsinstellingen vast te stellen.

#### Rechterlijke instantie
- EHJ 346/80 Broekmeulen/Huisarts Registratie Commissie (1981) – Inschrijving als huisarts is geweigerd. Het Hof acht zichzelf bevoegd.
- EHJ 102/81 Nordsee[8] (1982) – Prejudiciële vraag van een arbiter is niet ontvankelijk.

#### Terugwerkende kracht
- EHJ 43/75 Defrenne/Sabena II (1976) – Deze uitspraak heeft géén terugwerkende kracht voor andere gevallen (ex nunc). Dat is een uitzondering op de regel.
- EHJ 24/86 Vincent Blaizot (1988) – Terugvordering extra schoolgeld. Terugwerkende kracht wordt beperkt tot de datum van het arrest Gravier.

## Schadevergoedingdoor lidstaat
- EHJ C-9/90 Francovich (1991) – Werkgever insolvent, richtlijn inzake achterstallig loon van werknemers was niet tijdig geïmplementeerd.
- EHJ C-46/93 Brasserie du pêcheur[9] (1996) – Exporteur van Frans bier is benadeeld door het Duitse Reinheitsgebot, dat in strijd was met het gemeenschapsrecht.
- EHJ C-48/93 ook bekend als: Factortame III – Britse wetgeving inzake de registratie van visserijschepen was in strijd met het gemeenschapsrecht.
- EHJ C-178/94 Dillenkofer (1996) – Pakketreizen en insolventie. Richtlijn was niet tijdig geïmplementeerd. Vervolg op Francovich.
- EHJ C-224/01 Köbler-arrest (2003) – Staatsaansprakelijkheid krachtens gemeenschapsrecht voor fouten van een nationale rechter in laatste aanleg. In casu geen gekwalificeerde schending.

## Nakoming door lidstaat
- EHJ C-304/02 Franse Visserij (Commissie/Frankrijk)[10] (2005) inzake gemeenschappelijk visserijbeleid (ondermaatse heek) – Dwangsom. Art. 260, lid 2 VWEU.

## Interne markt: fundamentele vrijheden

### Vrije verkeer van goederen
- EHJ 8/74 Dassonville (1974) – Geïmporteerde whisky en voorgeschreven certificaten van herkomst (= maatregelen van gelijke werking).
- EHJ 120/78 Cassis de Dijon (1979) – Invoerbeperking; zwartebessenlikeur met een te laag percentage alcohol.
- EHJ C-267/91 Keck (1993) – Vervolg op Dassonville.
- EHJ C-265/95 Spaanse aardbeien (1997) – Protestacties verstoren het vrije verkeer van landbouwproducten; Franse overheid is nalatig.
- EHJ C-120/95 Decker en Kohll (1998) - Vergoeding door het ziekenfonds van een bril die een verzekerde in een andere EU-lidstaat heeft gekocht.
- EHJ C-112/00 Brennerpas (2003) – Wegblokkade. Vrij verkeer van goederen vs. vrijheid van meningsuiting.

### Vrije verkeer van personen

#### Vrije verkeer van werknemers
- EHJ 41/74 Van Duyn/Home Office (1974) – Uitzondering.
- EHJ C-297/88 Dzodzi (1990) – Geen verblijfsvergunning. Een Belg en diens Togolese echtgenote kunnen in België geen beroep doen op het beginsel van het vrije verkeer van werknemers. Geen aanknopingspunt voor de directe toepassing van gemeenschapsrecht. Relativiteit van de rechtsnorm.
- EHJ C-438/00 Kolpak (2003) – Associatieverdrag met Slowakije. Beroepssporter.

#### Beroepsopleiding
- EHJ 293/83 Françoise Gravier (1985) – Extra schoolgeld voor buitenlandse studenten. Opleiding striptekenen is een beroepsopleiding.
- EHJ 24/86 Vincent Blaizot (1988) – Terugvordering extra schoolgeld. Universitaire studie diergeneeskunde is een beroepsopleiding. Terugwerkende kracht wordt beperkt tot de datum van het arrest Gravier.

#### Burgerschap
- EHJ C85/96 Martínez Sala (1998) –
- EHJ C-200/02 Chen[11] (2004) – Dochter, geboren in Belfast, bezit de Ierse nationaliteit en het EU-burgerschap. Zelfstandige en afgeleide verblijfsvergunning.

### Vrije verkeer van diensten
- EHJ 36/74 Walrave en Koch[12] (1974) – Gangmakers in de wielrensport.
- EHJ C-109/92 Wirth (1993) – Studietoelage geweigerd. Onderwijs aan een hogeschool die uit openbare middelen wordt gefinancierd is geen dienstverrichting.
- EHJ C-415/93 Bosman (1995) – Transfersom voetballer.
- EHJ C-384/93 Alpine Investments (1995) – Uitzondering: verbod op telefonische colportage (cold calling) voor handel in goederentermijncontracten.
- EHJ C-158/96 Decker en Kohll (1998) - Vergoeding door het ziekenfonds van een orthodontische behandeling die een verzekerde in een andere EU-lidstaat heeft ondergaan.
- EHJ C-17/00 François De Coster (2001) – Gemeentebelasting op schotelantennes.

### Vrijheid van vestiging
- EHJ Factortame II (1990)
- EHJ C-340/89 Vlassopoulou (1991) – Grieks advocate in Duitsland.
- EHJ C-55/94 Gebhard (1995) – Duits advocaat vestigt kantoor in Milaan.
- EHJ C-212/97 Centros (1999) – Engelse vennootschap in Denemarken. Inschrijving in handelsregister geweigerd.
- EHJ C-208/00 Überseering (2002) – Nederlandse bv in Duitsland. Rechtsbevoegdheid en procesbevoegdheid werden ontkend.
- EHJ C-167/01 Kamer van Koophandel/Inspire Art (2003) – Engelse vennootschap in Nederland. Wet formeel buitenlandse vennootschap.

## Mededinging
- EHJ C-519/04 P David Meca/Commissie[13] (2006) – Mededinging. Dopingcontrole.

### Misbruik van de machtspositie (art. 102 VwEU)
- EHJ 27/76 United Brands[14] (Jur. 1978, p. 207) – Chiquita bananen. Verticale prijsbinding.
- EHJ 322/81 Michelin[15] (1983) – Quasi-monopolie in binnenbanden op de Nederlandse binnenlandse markt.
- EHJ Johnson en Johnson[16] – Gravindex zwangerschapstest in Duitsland gemonopoliseerd.
- EHJ 86/82 Hasselblad[17] (1984)) – Machtspositie op de deelmarkt van sofisticated fototoestellen. Onderling afgestemde feitelijke gedraging.
- EHJ Vitaminekartel –

- EHJ T-201/04 Microsoft[18][19]

### Staatssteun (art. 107 VwEU)
- EHJ C-188/92 Textilwerke Deggendorf[20] (1994) – Commissie beschikt dat staatssteun moet worden teruggevorderd. Beroepstermijn is verstreken.
- EHJ C-382/99 Pomphouders[21] (2002) – Verboden staatssteun aan pompstations in de grensregio.
- EHJ T-217/02 (2006)[22] – Verboden staatssteun aan tapijtgroep Beaulieu; afstand van schuldvordering. Terugvordering door het Vlaams Gewest.

## Grondrechten
- EHJ 11/70 Internationale Handelsgesellschaft –
- EHJ 4/73 Nold[23] (1974) – Erkenning van fundamentele rechten die moeten worden geëerbiedigd.
- EHJ C-300/04 Eman en Sevinger (2006) - Kiesrecht voor het Europees Parlement voor ingezetenen van landen en gebieden overzee.

### Non-discriminatie wat betreft leeftijd en geslacht
- EHJ 43/75 Defrenne/Sabena II (1976) – Gelijk loon voor vrouwen en mannen (die hetzelfde werk doen).
- EHJ C-273/97 Sirdar/The Army Board (1999) – Royal Marines. Uitzondering op het beginsel van gelijke behandeling van mannen en vrouwen op de arbeidsmarkt.
- EHJ C-285/98 Tanja Kreil (2000) – Gelijke behandeling van mannen en vrouwen in de krijgsmacht.

## Externe betrekkingen
- EHJ 22/70 Commissie/Raad inzake AETR (1971) – Europees akkoord i.v.m. wegtransport. Een communautaire bevoegdheid heeft als consequentie, dat de lidstaten iets van hun bevoegdheden hebben overgedragen. De overeenkomst die de Raad gesloten heeft, blijft in stand.

## Overig
- EHJ 392/92 (1994) Christel Schmidt/Sparkasse – Rechten van een werknemer bij overgang van een onderneming.
- EHJ C-420/07 (2009) Apostolides/Orams – Revindicatie van perceel in Noord-Cyprus

## Europees belastingrecht
- EHJ C-279/93 (1995) Schumacker
- EHJ C-80/94 (1995) Wielockx[24] – Fiscale oudedagsreserve.
- EHJ C-250/95 (1997) Futura[25] – Fiscaal-compensabele verliezen.
- EHJ C-28/95 (1997) Leur-Bloem[26] – Aandelenfusie.
- EHJ C-336/96 (1998) Gilly[27]
- EHJ C-391/97 (1999) Gschwind[28]
- EHJ C-87/99 (2000) Zurstrassen[29]
- EHJ C-234/01 (2003) Gerritse – Bronheffing op inkomsten van een niet-ingezetene. Aftrek van beroepskosten.
- EHJ C-527/06 ('Renneberg') Arrest van het Hof van Justitie van de Europese Unie (Derde kamer) van 16 oktober 2008, nr. C-527/06, CELEX-nummer: 62006CJ0527, R. H. H. Renneberg tegen Staatssecretaris van Financiën: 'In zaak C-527/06 (‘Renneberg’) van 16 oktober 2008, heeft het Hof van Justitie van de Europese Unie geoordeeld dat een gemeenschapsburger die ten minste 90% van zijn inkomen in Nederland verdient ook de hypotheekrente van zijn in een andere lidstaat gelegen woning ten laste van zijn Nederlands inkomen moet kunnen brengen.
- EHJ C-440/08 ('Gielen') arrest van het Hof van Justitie van de Europese Unie (Eerste kamer) van 18 maart 2010, nr. C-440/08, CELEX-nummer: 62008CJ0440, F. Gielen tegen Staatssecretaris van Financiën. In zaak C-440/08 (‘Gielen’) van 18 maart 2010, heeft het Hof van Justitie van de Europese Unie geoordeeld dat indien een bepaald voordeel voortvloeit uit EU-recht, dat voordeel ook zonder keuzeregeling behaald moet kunnen worden

### Heffingsgrondslagbtw
- EHJ C-18/92 Chaussures Bally[30] (1993) – Maatstaf van de btw-heffing bij betaling met een creditcard.

### Ondernemerschap voor deomzetbelasting
- EHJ C-60/90 Polysar – Houdstermaatschappij.
- EHJ C-230/94 Renate Enkler[31] – Verhuur van een camper.
- EHJ C-110/94 (1996) Inzo[32] – Installatie voor zeewaterontzilting is nooit gebouwd. Restitutie van betaalde btw wordt teruggevorderd.
- EHJ C-37/95 Ghent Coal Terminal[33]

### Vaste inrichting
- EHJ 168/84 Berkholz[34] – Speelautomaten aan boord van een veerboot in internationale wateren.